# Calcaribracon camaraphilus
Calcaribracon camaraphilus är en stekelart som beskrevs av Donald L.J. Quicke och You 1996. Calcaribracon camaraphilus ingår i släktet Calcaribracon och familjen bracksteklar. Inga underarter finns listade.